# Dion Fourie
Dion Fourie (Benoni, 14 juli 1975) is een Zuid-Afrikaans golfprofessional, die actief was op de Sunshine Tour.

## Loopbaan
Voordat Fourie in 1993 een golfprofessional werd, was hij een golfamateur en won hij verscheidene golftoernooien.
Op 12 oktober 2003 behaalde hij op de Sunshine Tour zijn eerste profzege door de Bearing Man Highveld Classic te winnen. Zijn volgende en voorlopig laatste zege was in april 2008, toen hij de Vodacom Origins of Golf Tour op de Bloemfontein Golf Club won.

## Prestaties

### Amateur
- Amateur Transvaal Championship
- Amateur SA Matchplay Championship
- Amateur Junior and Senior Springbok

### Professional
Sunshine Tour
| Nr. | Datum           | Toernooi                                    | Score        | Score | Info  |
| --- | --------------- | ------------------------------------------- | ------------ | ----- | ----- |
| 1   | 12 oktober 2003 | Bearing Man Highveld Classic                | 66+67+68=201 | –15   | [ 1 ] |
| 2   | 4 april 2008    | Vodacom Origins of Golf Tour - Bloemfontein | 66+66+69=201 | –15   | [ 2 ] |